# Schießbefehl
Unter dem Begriff Schießbefehl werden die Anweisungen an Grenzsoldaten der Deutschen Demokratischen Republik (DDR) zusammengefasst, an der innerdeutschen Grenze und der Berliner Mauer auf Flüchtlinge scharf zu schießen. Das allgemeine Wissen um ihre Anwendung verlieh den Absperrmaßnahmen der DDR an ihren Grenzen, die den Flüchtlingen galten, die nötige Glaubhaftigkeit. Die Anweisungen bestanden in unterschiedlicher Form von 1960 bis 1989 und widersprachen zum Teil auch geltendem DDR-Recht. Den Grenzsoldaten wurde bei der Einweisung in die Schusswaffengebrauchsvorschriften erklärt, dass Fluchtversuche in jedem Fall und mit allen Mitteln zu verhindern seien. Formal legalisiert wurde die Praxis erst 1982 durch § 27 des Grenzgesetzes. SED-Politiker und DDR-Militärs haben vor Gericht die Existenz eines „Schießbefehls“ bestritten. Erschießungen an der Grenze wurden gegenüber der Öffentlichkeit verheimlicht, intern aber belohnt. Ab April 1989 wurde der Schießbefehl ausgesetzt bzw. der Schusswaffengebrauch auf Bedrohung des eigenen Lebens der Grenzsoldaten beschränkt.

## Interne Schießbefehle

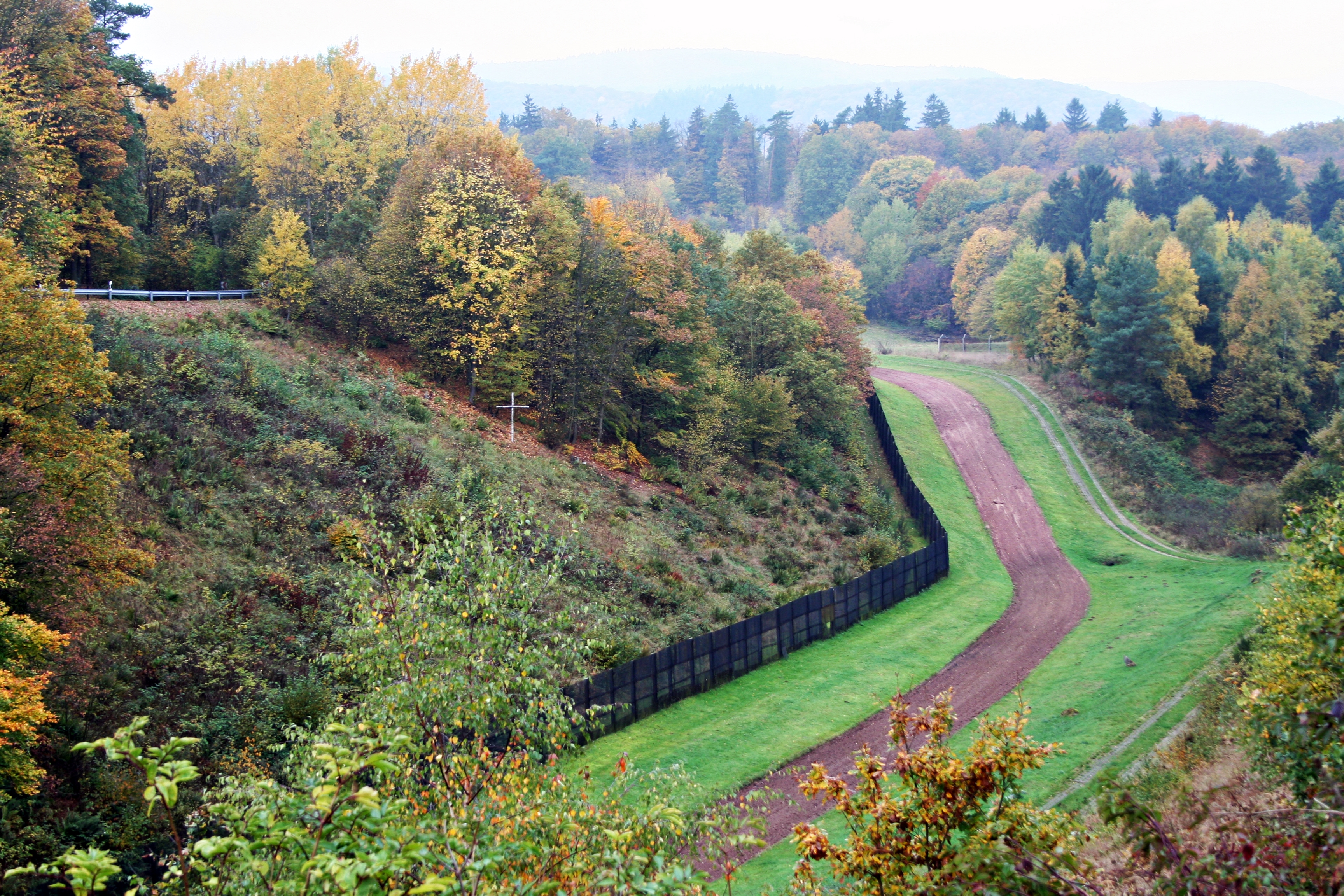
Beispiel: Heinz-Josef Große
Das Bild zeigt die innerdeutsche Grenze zwischen Thüringen und Hessen. Vom Grenzmuseum Schifflersgrund (bei Bad Sooden-Allendorf) wird dort ein Teil der ehemaligen Grenze erhalten. Zu sehen ist der seinerzeit mit SM-70-Minen gesicherte Grenzzaun (einreihiger Metallgitterzaun) und davorliegendem Kontrollstreifen (Spurensicherungsstreifen). Die eigentliche Grenze befand sich oberhalb des mittlerweile bewaldeten Hangs entlang der Leitplanken.
Mitten am Abhang ist ein unscheinbares Kreuz zu sehen, das den Todesort des 34-jährigen Meliorationsarbeiters Heinz-Josef Große markiert, der am 29. März 1982 bei einer versuchten Flucht aus der DDR direkt im Schifflersgrund starb. Als Zivilist war er über Jahre hinweg unmittelbar an der Grenze tätig gewesen. An diesem Tag führte er Erdarbeiten aus. Als sich die bewachenden Grenzposten in einem Geländewagen entfernt hatten, fuhr Große an eine Stelle des Grenzzaunes, an der er den Ausleger seines Frontladers über den mit SM-70-Minen gesicherten Zaun legen konnte. Er kletterte auf den Ausleger, sprang über den Zaun und versuchte, über eine steile Böschung die Grenzlinie zu erreichen. Die beiden zurückgeeilten Grenzposten bemerkten das Fahrzeug und den Flüchtenden. Auf Warnschüsse folgten gezielte Schüsse. Heinz-Josef Große wurde tödlich im Rücken getroffen. Die Beisetzung erfolgte in seiner Heimatgemeinde Thalwenden. In der zensierten Traueranzeige durften keine Formulierungen verwendet werden, die Rückschlüsse auf ein unnatürliches Ableben ermöglicht hätten.

Vor der gesetzlichen Begründung des Schießbefehls im DDR-Recht gab es lediglich interne Anweisungen an die zur Grenzbewachung eingesetzten bewaffneten Kräfte. Diese Anweisungen unterschieden sich teilweise erheblich von der späteren Rechtsgrundlage.

### Schießbefehle durch politisch Verantwortliche
Durch den Befehl Nr. 39/60 vom 28. Juni 1960 des Ministers des Innern wurden die bis dahin geltenden, vergleichsweise restriktiven Vorgaben zum Schusswaffengebrauch gelockert. Demnach konnte

„unter Einhaltung der einschlägigen gesetzlichen Bestimmungen von der Schußwaffe Gebrauch gemacht werden […] Bei der Festnahme von Spionen, Saboteuren, Provokateuren und anderen Verbrechern, wenn sie der Festnahme bewaffneten Widerstand entgegensetzen oder die Flucht ergreifen und keine Möglichkeit besteht, die Festnahme durch eine andere qualifizierte Maßnahme herbeizuführen.“

Nach dem Mauerbau im August 1961 wurde der Schießbefehl noch expliziter. Auf einer Lagebesprechung des vom Politbüro eingesetzten „Zentralen Stabes“ am 20. September 1961 äußerte der Leiter dieses Stabes, Erich Honecker, gleichzeitig ZK-Sekretär für Sicherheit:

„Gegen Verräter und Grenzverletzer ist die Schußwaffe anzuwenden. Es sind solche Maßnahmen zu treffen, daß Verbrecher in der 100-m-Sperrzone gestellt werden können. Beobachtungs- und Schußfeld ist in der Sperrzone zu schaffen.“

Ab dem 6. Oktober 1961 gab es einen Befehl des damaligen DDR-Verteidigungsministers Armeegeneral Heinz Hoffmann, der die Grenztruppen der DDR verpflichtete, die Schusswaffe nach Zuruf und Warnschuss sofort scharf anzuwenden und Flüchtende zu vernichten, wenn sie nicht auf andere Weise festzunehmen seien. In einer Rede, die filmisch festgehalten wurde, sagte Hoffmann im August 1964:

„Wer unsere Grenze nicht respektiert, der bekommt die Kugel zu spüren.“

Erich Honecker erklärte am 3. Mai 1974 auf der 45. Sitzung des Nationalen Verteidigungsrates in seiner Funktion als Vorsitzender:

„Es muss angestrebt werden, dass Grenzdurchbrüche überhaupt nicht zugelassen werden […] überall muss ein einwandfreies Schussfeld gewährleistet werden […] nach wie vor muss bei Grenzdurchbruchsversuchen von der Schusswaffe rücksichtslos Gebrauch gemacht werden, und es sind die Genossen, die die Schusswaffe erfolgreich angewandt haben, zu belobigen.“

In der Tat war es üblich, Grenzsoldaten, die durch das Erschießen von Flüchtlingen Grenzdurchbrüche verhindert hatten, zu belobigen. Auch wurde Sonderurlaub gewährt und Geldprämien gezahlt.
Der Minister für Nationale Verteidigung Heinz Keßler hatte 1988 in einem Interview behauptet: „Es hat nie – nie! – einen Schießbefehl gegeben.“ Aber erst auf Grund der internationalen Proteste gegen die Erschießung Chris Gueffroys an der innerdeutschen Grenze im Februar 1989 wurde der Schusswaffengebrauch gegen Flüchtende tatsächlich Anfang April 1989 durch einen internen Befehl des Chefs des Hauptstabes und stellvertretenden Ministers für Nationale Verteidigung, Fritz Streletz, ausgesetzt. In der Anweisung hieß es, dass die Grenzsoldaten die Schusswaffe nur noch bei Bedrohung des eigenen Lebens, jedoch nicht mehr zur Verhinderung von Grenzdurchbrüchen anzuwenden hätten. Fritz Streletz argumentierte: „Wenn der Minister für Nationale Verteidigung sagt, daß kein Schießbefehl existiert, dann darf man auch an der Staatsgrenze nicht schießen oder der Verteidigungsminister verliert an Glaubwürdigkeit. […]“ Es gelte zu beachten, „[l]ieber einen Menschen abhauen lassen, als in der jetzigen politischen Situation die Schusswaffe anzuwenden.“ Allerdings: „Auf keinen Fall darf eine Kampagne gestartet werden, daß wir nicht schießen.“

### Anweisungen an DDR-Grenzsoldaten durch militärische Vorgesetzte
In der Praxis wurde durch die DDR-Grenzsoldaten der Tod von Flüchtlingen zumindest billigend in Kauf genommen. Die militärischen Vorgesetzten ermutigten die Grenzsoldaten ausdrücklich zur Anwendung der Schusswaffe. Schon in der Ausbildung sollten die Grenzsoldaten zum „Hass“ auf „Grenzverletzer“ erzogen werden:

„Stärker anzuerziehen ist der unversöhnliche Haß auf den Imperialismus, seine Söldner und alle antisozialistischen Elemente. Die Haltung zum Grenzverletzer als Feind des Sozialismus und jedes Grenzsoldaten ist konsequent zu entwickeln.“

Spätestens seit den siebziger Jahren gibt es belegte Fälle, in denen DDR-Grenzsoldaten unmittelbar vor Antritt des Wachdienstes, bei der sogenannten Vergatterung, durch ihre Vorgesetzten angewiesen wurden, „Grenzverletzer zu vernichten“. Der Tod eines „Grenzverletzers“ sei eher hinzunehmen als ein gelungener Grenzdurchbruch. Nach der Schaffung einer gesetzlichen Grundlage 1982 wurde der Schießbefehl täglich während der Vergatterung mündlich an die Grenztruppen ausgegeben: „Grenzverletzer sind festzunehmen oder zu vernichten.“ In Abhängigkeit von außen- und innenpolitischen Ereignissen konnte der Wortlaut der Vergatterung tagesaktuell davon abweichen. So lautete der Befehl beispielsweise während des Staatsbesuchs Erich Honeckers in der Bundesrepublik Deutschland und auch in den letzten Monaten vor dem Fall der Mauer: „Anwendung der Schusswaffe nur bei Fahnenflucht oder Gefährdung des eigenen Lebens“. Damit sollten im Falle einer Flucht politische Verstimmungen durch den eventuellen Tod des Flüchtlings vermieden werden.

### Schießbefehl der Einsatzkompanie der Hauptabteilung I „NVA und Grenztruppen“ des MfS

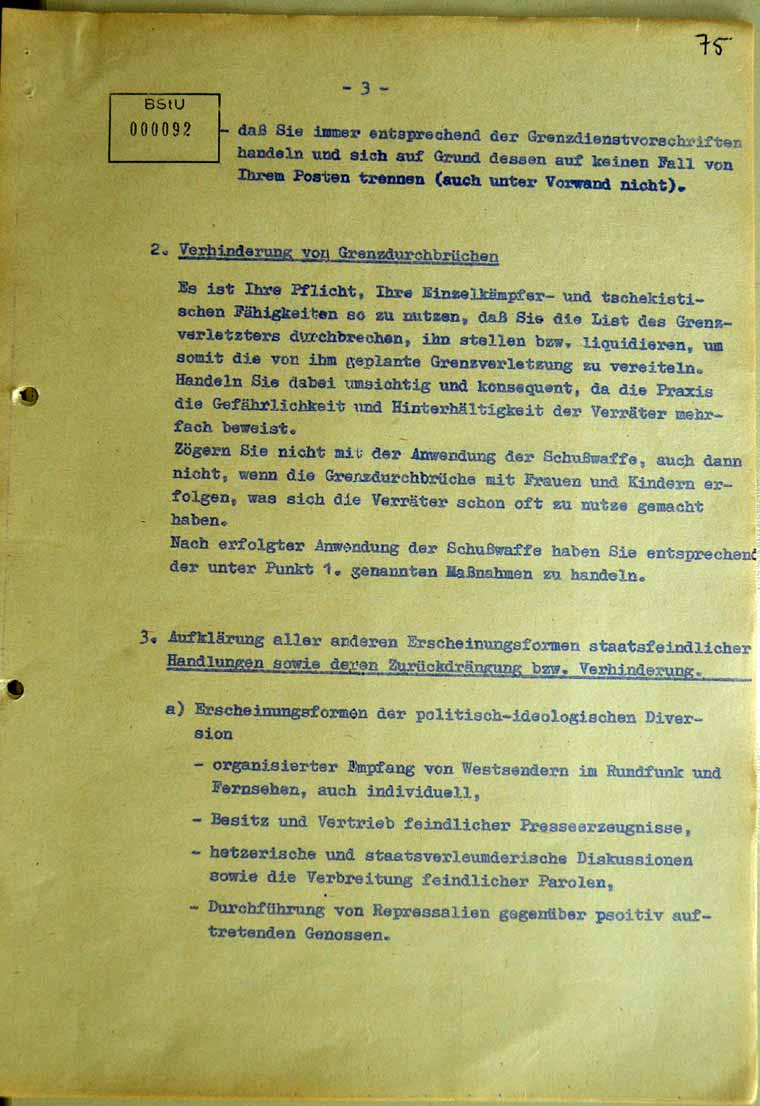
Schießbefehl der Einsatzkompanie der Hauptabteilung I „NVA und Grenztruppen“ des MfS, Seite 3

Wenige Jahre nach der Wende, 1993 wurde von der Stasi-Unterlagenbehörde eine Dienstanweisung entdeckt, welche einen Schießbefehl, auch gegen Frauen und Kinder, enthielt. Die Dienstanweisung vom 3. Dezember 1974 galt für die „Einsatzkompanie“ der Hauptabteilung I „NVA und Grenztruppen“ des MfS, trug allerdings keinen offiziellen Briefkopf und keine Unterschrift, weswegen weder die Urheberschaft noch eine Hierarchie erkennbar sind.
Die Aufgabe der Spezialeinheit bestand darin, Fahnenfluchten in den regulären Grenztruppen-Einheiten zu verhindern. So sind allein zwischen 1971 und 1974 144 Soldaten in den Westen geflohen, insgesamt sind es wohl um die 2800 gewesen. Die Problematik ergab sich, da das Personal der Grenztruppen zu großen Teilen aus Wehrpflichtigen bestand, die dort ihren achtzehnmonatigen Grundwehrdienst leisteten oder als Unteroffizier auf Zeit dienten. Trotz gründlicher Überprüfung konnte man sich nie über deren eigentliche Motivation und Anfälligkeit für Fluchtgedanken sicher sein. Mindestens neun Grenzsoldaten wurden von Fahnenflüchtigen erschossen, siehe Todesfälle unter DDR-Grenzern.
Auftrag […]
1. Verhinderung von Fahnenfluchten
Erkennen von Fahnenfluchtabsichten, um deren Verhinderung mit allen sich daraus ergebenden Konsequenzen zu gewährleisten. Um versuchte Fahnenfluchten während des Grenzdienstes zu verhindern, macht es sich notwendig, daß Sie dies rechtzeitig erkennen und vereiteln. Aus diesem Grund dürfen Sie sich nicht von Ihrer Waffe trennen und die Kontrolle der Funktionstüchtigkeit hat vor Beginn des Grenzdienstes zu erfolgen. Bei Notwendigkeit haben Sie die Schußwaffe konsequent anzuwenden, um den Verräter zu stellen bzw. zu liquidieren. […]
2. Verhinderung von Grenzdurchbrüchen
Es ist Ihre Pflicht, Ihre Einzelkämpfer- und tschekistischen Fähigkeiten so zu nutzen, daß sie die List des Grenzverletzers durchbrechen, ihn stellen bzw. liquidieren, um somit die von ihm geplante Grenzverletzung zu vereiteln. Handeln Sie dabei umsichtig und konsequent, da die Praxis die Gefährlichkeit und Hinterhältigkeit der Verräter mehrfach beweist.
Zögern Sie nicht mit der Anwendung der Schußwaffe, auch dann nicht, wenn die Grenzdurchbrüche mit Frauen und Kindern erfolgen, was sich die Verräter schon oft zunutze gemacht haben. […]
Die Spezialeinheit wurde im Dezember 1968 auf Befehl von Karl Kleinjung gegründet und bestand anfänglich aus zehn, 1969 bereits aus 30, später aus 50 bis 70 Mann. Im Jahr 1985 wurde sie aufgelöst, da die Grenztruppen inzwischen eine eigene Einheit mit entsprechendem Aufgabenprofil besaßen. Die Einsatzkompanie rekrutierte sich aus Absolventen der Grenztruppen-Unteroffiziers-Schule VI in Perleberg, die als besonders „klassenbewusst“ angesehen wurden. Diese Absolventen wurden im Anschluss an ihre Ausbildung ein halbes Jahr bei der Stasi in Hagenow ausgebildet. Sie hatten den Status von hauptamtlichen Inoffiziellen Mitarbeitern im besonderen Einsatz (HIME), traten aber nach außen weiterhin als reguläre Angehörige der Grenztruppen auf.
Unmittelbar nach dem Fund der Dienstanweisung informierte die Stasi-Unterlagenbehörde die Abteilung Regierungskriminalität bei der Staatsanwaltschaft Berlin. Ein weiterer Fund (1996) wurde dem Landgericht Berlin übergeben. Der Befehl wurde 1997 in dem Buch DDR-Geschichte in Dokumenten veröffentlicht und bis 2004 im Informations- und Dokumentationszentrum der Stasi-Unterlagenbehörde ausgestellt.
Im Juni 2007 wurde in der Magdeburger Außenstelle der Stasi-Unterlagenbehörde, in einem archivierten IM-Vorgang, ein weiteres, gleichlautendes, lediglich abweichend auf den 1. Oktober 1973 datiertes Exemplar dieses Befehls für eben jene Spezialeinheit gefunden (Signatur „BStU, ZA, AIM, 713/76, Bl. 2f.“). Mitte August 2007 wurde dieser Fund nochmals öffentlich gemacht, obwohl exakt diese Signatur bereits im oben genannten Dokumentenband abgedruckt war, und war einige Tage lang Hauptthema in vielen Medien (auch deswegen, weil ihn die Stasi-Unterlagenbehörde zunächst als ein völlig neues Dokument vorstellte und von einem „aufsehenerregenden Fund“ sprach).
Im Zuge dieser Wiederentdeckung wies Hubertus Knabe darauf hin, dass es sich nicht um einen allgemeinen Schießbefehl, sondern um eine Spezialanweisung für Sonderfälle handelt. Auch die Bundesbeauftragte für die Stasi-Unterlagen, Marianne Birthler, stellte klar, dass es sich – anders als in einigen Schlagzeilen dargestellt – nicht um den Schießbefehl für DDR-Grenztruppen handelt: „Es ist kein Befehl, der sich an die Grenzsoldaten richtete, sondern ein Befehl an eine besondere Stasi-Einheit, die die Fahnenflucht von Soldaten mit allen Mitteln verhindern sollte.“
Einige Politiker forderten erneute weitergehende Ermittlungen. Der frühere Ankläger in den Mauerschützenprozessen, Christoph Schaefgen, äußerte sich daraufhin derart, dass der Schießbefehl bezüglich der von ihm geführten Prozesse keine weiteren Auswirkungen gehabt hätte. Mit dem Fund konfrontiert, leugnete der ehemalige Staatsratsvorsitzende Egon Krenz, der in allen Instanzen wegen seiner Mitverantwortung für das DDR-Grenzregime verurteilt worden war, erneut die Existenz der „Schießbefehle“: „Es hat einen Tötungsbefehl, oder wie Sie es nennen ‚Schießbefehl‘, nicht gegeben. Das weiß ich nicht aus Akten, das weiß ich aus eigenem Erleben. So ein Befehl hätte den Gesetzen der DDR auch widersprochen.“
Im gleichen Monat wurde ein weiteres, das nunmehr vierte Exemplar dieses Befehls gefunden. Eine Besonderheit dieser Dienstanweisung besteht darin, dass ihr Erhalt auf der selbigen quittiert wurde.

## Statistik zu den Opfern des Schießbefehls
Bereits während der Arbeiten an der Berliner Mauer wurden der 24-jährige Günter Litfin am 24. August 1961 sowie fünf Tage später der 27-jährige Roland Hoff bei ihren Versuchen erschossen, West-Berlin einen Kanal durchschwimmend zu erreichen. Nach Angaben der Zentralen Ermittlungsgruppe für Regierungs- und Vereinigungskriminalität kamen an der innerdeutschen Grenze mindestens 421 Personen ums Leben. Das Mauermuseum am Checkpoint Charlie geht hingegen von bis zu 1245 Getöteten aus. An der Berliner Mauer wurden bisher 136 Personen zuverlässig als Todesopfer des Grenzregimes erfasst. Die Zahl der unmittelbaren Opfer des Schießbefehls ist deutlich niedriger, weil zu den Todesopfern auch die zahlreichen Personen mitgezählt werden, die bei Fluchtversuchen ohne direkte Einwirkung der Grenzsicherungssysteme zu Tode kamen, sowie Grenzsoldaten, die durch Flüchtende oder Fluchthelfer erschossen wurden.

## Konsequenzen des Schießbefehls

### Todesschüsse an der Berliner Mauer und der innerdeutschen Grenze
Durch den Schießbefehl wurde die Flucht aus der DDR zum lebensbedrohlichen Wagnis, da nun auf „Grenzverletzer“ scharf geschossen wurde. Um Grenzübertritte zu verhindern, wurde die Tötung der Flüchtlinge bewusst angestrebt oder zumindest in Kauf genommen. Das Beispiel des im August 1961 erschossenen Roland Hoff verdeutlicht dies:

„Der in diesem Abschnitt eingesetzte Sicherungsführer […] sowie die Posten […] hatten die Aufgabe, die Grenzarbeiten entlang der Uferböschung zu sichern. Zu diesen Arbeiten waren 40 Arbeiter der Fa. Gum (Kanal und Kanalisationsarbeiten aus Potsdam eingesetzt. Ofw. […] bemerkte gegen 14.00 Uhr, wie eine Person, ca. 70 m von ihm entfernt, in den Kanal sprang. Auf sofortigen Anruf und Warnschuß reagierte diese Person nicht. Sie schwamm in Richtung WB weiter. Daraufhin gab Ofw. […] den Feuerbefehl für die Zielschüsse. Ofw. […] schoß aus seiner MPi in kurzen Feuerstößen 18 Schuß […]. Durch hinzukommende, in diesem Abschnitt eingesetzte Kräfte der Kampfgruppe wurde durch einen Angehörigen der KG ebenfalls ein Zielschuß abgegeben. […] Die Zielschüsse wurden abgegeben, als H. ca. 15 m schwimmend im Kanal zurückgelegt hatte. […] Nach den Zielschüssen versank die Person sofort in dem Kanal und tauchte nicht wieder auf. Auf der Wasseroberfläche kam eine Aktentasche zum Vorschein, die […] durch einen Genossen der KG geborgen wurde.“

### Reaktion der DDR-Bevölkerung
Gegen den Schießbefehl und seine Ausübung regte sich teilweise Widerspruch in der Bevölkerung. So wandte sich ein Ostberliner DDR-Bürger im Mai 1973 schriftlich an den Magistrat Groß-Berlins:

„Hiermit bekunde ich meinen Protest gegen die Tötung eines Flüchtlings am Abend des 27.4.1973 bei der Flucht nach Berlin (West) in der Nähe des Reichstagsgebäudes. Diese Tötung betrachte ich als eine verabscheuenswürdige Tat der Unmenschlichkeit, die mit den Grundsätzen menschlicher Würde und Freiheit unvereinbar ist. Ich fordere Sie auf, das Recht auf Auswanderung zu gewährleisten und für die Achtung und Respektierung der Menschenrechte zu sorgen, wie sie in der Konvention der Vereinten Nationen über Bürgerrechte und politische Rechte vom 16.12.1966 niedergelegt sind.“

### Sorgen um die Reputation der DDR im (westlichen) Ausland
Im Jahr 1989 stellte Erich Mielke fest, dass der DDR durch die Schüsse an der Mauer „erheblicher politischer Schaden entstanden“ sei. Die Lösung des Problems lag Mielke zufolge aber nicht darin, den Schießbefehl zurückzunehmen. Vielmehr müsse eine „Vermarktung“ der Schüsse an der Grenze „in den Medien des Gegners“ dadurch verhindert werden, dass man besser schieße und dadurch Grenzdurchbrüche noch konsequenter verhindere:

„Ich will überhaupt mal was sagen, Genossen. Wenn man schon schießt, dann muß man es eben so machen, daß nicht noch der Betreffende wegkommt, sondern dann muß er eben da bleiben bei uns. Was ist das denn für eine Sache, was ist denn das, 70 Schuß loszuballern, und der rennt nach drüben, und die machen eine Riesenkampagne. Da haben sie recht. Mensch, wenn einer so mies schießt, sollen sie eine Kampagne machen.“

## Gesetzliche Grundlagen des Schießbefehls

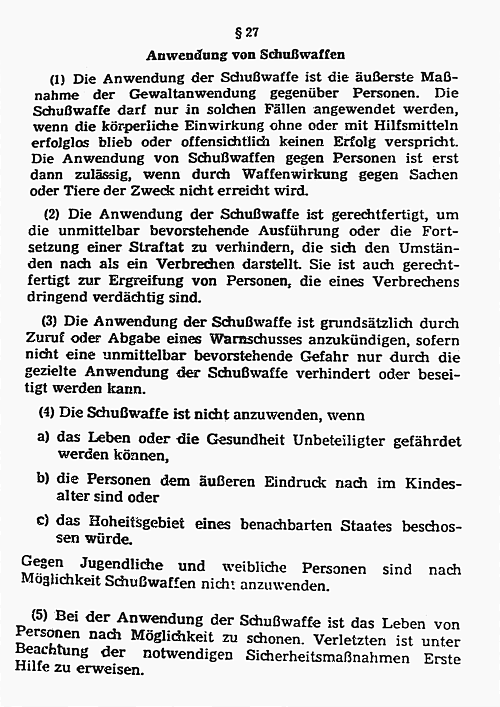
Schusswaffengebrauchsbestimmung, § 27 des Grenzgesetzes der DDR

Für den Dienst an der Grenze galt offiziell zunächst die „Grenzdienstordnung“ sowie für den Gebrauch der Schusswaffe die „Schusswaffengebrauchsbestimmung“. Die Vorschriften vor dem Mauer-Bau 1961 sahen eine Anwendung der Schusswaffe nur zum Eigenschutz der Grenzposten, zur Notwehr oder zur allgemeinen Gefahrenabwehr vor.
Am 1. Mai 1982 trat das Gesetz über die Staatsgrenze der Deutschen Demokratischen Republik (Grenzgesetz) in Kraft, das in § 27 Regelungen zum Grenzregime enthielt. Die Grenzsoldaten hatten danach die Aufgabe: „Die Staatsgrenze der DDR zu sichern, Grenzverletzungen nicht zuzulassen, sowie die Ausdehnung von Provokationen auf das Hoheitsgebiet der DDR zu verhindern.“
Die Schusswaffe war danach die äußerste Maßnahme der Gewaltanwendung gegen Personen, ihr Gebrauch nur gerechtfertigt, wenn andere Maßnahmen wie zum Beispiel körperliche Gewalt gegen mitgeführte Sachen oder Tiere nicht den gewünschten Erfolg brachten. Vor der Schusswaffenanwendung war ein Warnruf „Halt, Grenzposten, stehenbleiben!“ abzugeben. Wurde der Warnruf nicht befolgt, war ein Warnschuss in die Luft abzugeben. Wurde auch der Warnschuss nicht befolgt, so war ein Warnruf „Halt! Grenzposten, stehenbleiben oder ich schieße!“ abzugeben. Wurde auch dieser Zuruf nicht befolgt, so sollte der Grenzverletzer durch einen gezielten Schuss in seine Beine gestoppt werden.
Gegen Personen, die dem äußeren Eindruck nach im Kindesalter, Jugendliche oder Frauen sind, waren nach § 27 Absatz 4 b des Grenzgesetzes Schusswaffen nicht anzuwenden.
Mit der Aufnahme dieser Regelungen in das Grenzgesetz erlangte die Praxis, auf Flüchtlinge an der innerdeutschen Grenze scharf zu schießen, zum ersten Mal einen legalen Status. Zuvor erteilte Weisungen an Grenzsoldaten wurden hingegen lediglich mündlich durch Vorgesetzte weitergegeben und hatten keine gesetzliche Grundlage.
Im Wortlaut stimmten Vorschriften der DDR, soweit sie den Schusswaffengebrauch an der innerdeutschen Grenze regelten, weitgehend mit den Vorschriften der Bundesrepublik in §§ 10–13 UZwG und §§ 15–17 UZwGBw überein. Die weitgehende Anlehnung in der Formulierung war bewusst gewählt um die DDR aus der Kritik zu bringen und die weiterhin unverändert geübte rechtswidrige Staatspraxis zu verschleiern.

## Juristische Aufarbeitung

### Unvereinbarkeit des Schießbefehls und dessen Ausführung mit höherrangigem Recht
Nach Sicht des Europäischen Gerichtshofes für Menschenrechte verstießen der Schießbefehl und dessen Ausführung schon zum Tatzeitpunkt nicht nur gegen den im DDR-Volkspolizeigesetz verankerten Grundsatz der Verhältnismäßigkeit, sondern auch gegen höherrangiges DDR-Recht. So garantierte die Verfassung der DDR in Art. 19 Abs. 2 und Art. 30 Abs. 1 und 2 das Recht auf Leben als unveräußerliches Attribut des Menschen. Zudem habe das Grenzregime gegen das Strafgesetzbuch der DDR (§§ 112 und 213 StGB-DDR in Verbindung mit Art. § 22 Abs. 2 StGB-DDR) verstoßen.
Im sogenannten ersten Mauerschützen-Urteil hat der BGH in der Staatspraxis der DDR bestehende Rechtfertigungsgründe für den Schusswaffengebrauch an der Berliner Mauer und der innerdeutschen Grenze darüber hinaus als unvereinbar mit dem Internationalen Pakt über Bürgerliche und Politische Rechte (IPbpR) verworfen. Darüber hinaus stellte der Europäische Gerichtshof für Menschenrechte mit Urteil vom 22. März 2001 fest::

„Die Anwendung des Schießbefehls an der innerdeutschen Grenze, stellt daher einen Verstoß gegen den völkerrechtlichen Schutz des Lebens dar …, das zur Tatzeit von der DDR international anerkannt war (Art. 6 Pakt) …

Das Grenzregime und der ‚Schießbefehl‘ könnten ebenfalls eine Verletzung des Rechts auf Freizügigkeit darstellen. Der von der DDR ratifizierte IPbpR garantiert in Art. 12 Abs. 2 das Recht auf Freizügigkeit, wie auch Art. 2 Abs. 2 des 4. ZP-EMRK. Der Gerichtshof war auch hier der Ansicht, daß die Ausnahmeklauseln, auf die sich die Beschwerdeführer beriefen, nicht einschlägig sind. Er argumentiert, daß das Hindern fast der gesamten Bevölkerung am Verlassen ihres Staates keineswegs notwendig war, um die Sicherheit des Staates oder andere Interessen zu schützen …

Schließlich war die Art und Weise, in der die DDR das Ausreiseverbot gegenüber ihren Staatsangehörigen durchsetzte und Verletzungen dieses Verbots bestrafte, unvereinbar mit einem anderen im Pakt garantierten Recht, nämlich dem in Art. 6 garantierten Recht auf Leben, sofern in dieses eingegriffen wurde … So stellt der Gerichtshof fest, dass das Grenzsystem, insbesondere der Schießbefehl, ebenfalls einen Verstoß gegen das im Pakt verankerte Menschenrecht auf Freizügigkeit darstellte.“

### Urteile gegen Mauerschützen und DDR-Politiker
Das Bundesverfassungsgericht stellte 1996 die strafrechtliche Verantwortlichkeit von Politikern sowie Kommandeuren und Soldaten der Grenztruppen der DDR fest. Auf Grundlage dieser Rechtssicht wurden in den sogenannten Mauerschützenprozessen ca. 120 Grenzsoldaten wegen Totschlages oder Mordes zu Bewährungs- und Freiheitsstrafen verurteilt. Die Politbüromitglieder Egon Krenz, Günter Schabowski und Günther Kleiber wurden im so genannten Politbüroprozess 1997 wegen der Todesschüsse zu mehrjährigen Haftstrafen verurteilt. Erich Honecker wurde 1992 wegen des Schießbefehls an der innerdeutschen Grenze angeklagt, das Verfahren wurde jedoch aufgrund seines schlechten Gesundheitszustandes eingestellt.

### Rechtfertigung der juristischen Verfolgung von Verantwortlichen vor bundesdeutschen Gerichten
Laut Grundgesetz (Art. 103, Abs. 2) darf eine Tat „nur bestraft werden, wenn die Strafbarkeit gesetzlich bestimmt war, bevor die Tat begangen wurde“ (sogenanntes Rückwirkungsverbot). Der Bundesgerichtshof hat in seinen Entscheidungen daher auch Stellung zu der Frage genommen, ob es rechtmäßig sei, politisch Verantwortliche und Grenzsoldaten für eine Tat zu belangen, die zumindest nach Meinung der Verteidigung der Angeklagten dem in der DDR geltenden Recht entsprochen habe. Zunächst betont der BGH, dass zum Tatzeitpunkt in der DDR geltende Rechtsnormen so ausgelegt werden konnten, dass der Schießbefehl und dessen Ausführung dagegen verstießen (BGHSt 41, 101 (25)). Wenn man das DDR-Recht zugunsten der Angeklagten aber so auslegte, als wenn es den Schießbefehl und dessen Ausführung gedeckt hätte, so seien die den Schießbefehl rechtfertigenden Gesetze, Verordnungen und Anweisungen von Anfang an unwirksam gewesen, da sie offensichtlich gegen höherrangiges Recht verstießen (sogenannte Radbruchsche Formel):

„Ein Rechtfertigungsgrund, der einer Durchsetzung des Verbots, die DDR zu verlassen, Vorrang vor dem Lebensrecht von Menschen gab, indem er die vorsätzliche Tötung unbewaffneter Flüchtlinge gestattete, ist wegen offensichtlichen, unerträglichen Verstoßes gegen elementare Gebote der Gerechtigkeit und gegen völkerrechtlich geschützte Menschenrechte unwirksam.“

Da eventuell im DDR-Recht bestehende Rechtfertigungsgründe unwirksam gewesen seien und der Verstoß des Schießbefehls gegen die Menschenrechte „offensichtlich“ und „unerträglich“ gewesen sei, könnten sich politisch für den Schießbefehl Verantwortliche sowie die Durchführenden des Schießbefehls nicht auf das Rückwirkungsverbot berufen:

„Soweit Gesetze oder Staatspraxis offensichtlich und in unerträglicher Weise gegen völkerrechtlich geschützte Menschenrechte verstießen, können die dafür verantwortlichen Machthaber und diejenigen, die auf deren Anordnung handelten, nicht dem Strafanspruch, den die Strafrechtspflege als Reaktion auf das verübte Unrecht mit rechtsstaatlichen Mitteln durchsetzt, unter Berufung auf das Rückwirkungsverbot entgegenhalten, sie hätten sich an bestehende Normen gehalten. Sie konnten nicht darauf vertrauen, daß eine künftige rechtsstaatliche Ordnung die menschenrechtswidrige Praxis auch in Zukunft hinnehmen und nicht sanktionieren werde. Ein solches Vertrauen kann nicht als schutzwürdig im Sinne des Art. 103 Abs. 2 GG gelten. In einem derartigen Fall dürfen sie sich nicht auf den Satz berufen, daß heute nicht Unrecht sein kann, was früher „Recht“ war.“

Gegen die Anwendbarkeit der Radbruchschen Formel, die ursprünglich zur juristischen Aufarbeitung nationalsozialistischer Verbrechen verwendet wurde, auf den Schießbefehl wurden in der rechtswissenschaftlichen Literatur der neunziger Jahre Bedenken erhoben. Der BGH hielt nach Würdigung dieser Bedenken jedoch ausdrücklich an der Anwendbarkeit auch auf die juristische Aufarbeitung des Schießbefehls fest.

### Gerichtsurteile
- Bundesgerichtshof Beschluss vom 7. August 2001: Vergatterung von Soldaten an der innerdeutschen Grenze vor befehlsgemäßem tödlichen Schußwaffengebrauch gegen einen unbewaffneten Flüchtling ist als Beihilfe zum Totschlag strafbar
- BGHSt 41, 101 – Mauerschützen III
- Urteil vom 20. März 1995 g.S. – 5 StR 111/94 – Landgericht Berlin wegen vorsätzlicher Tötungshandlungen von Grenzsoldaten der DDR – hier: Revisionsurteil des BGH aus 1995

### Sonstige
- www.chronik-der-mauer.de „Aufhebung des Schießbefehls: Niederschrift über die Rücksprache beim Minister für Nationale Verteidigung am 3. April 1989, 4. April 1989“
- Juristische Analyse
- „Erschießen erlaubt, betäuben verboten“ Vorschlag von 1986 des Dresdener Wissenschaftlers Manfred von Ardenne zur „Sicherung der Staatsgrenze“.
- Heiner Wember: 03.05.1974: Erich Honecker drängt auf den „Einsatz aller Mittel“ zur Verhinderung von Grenzdurchbrüchen. In: WDR5, ZeitZeichen, 3. Mai 2024, (Podcast, 14:45 Min., verfügbar bis 4. Mai 2099.)